# BEST-EST
BEST-EST é o primeiro álbum ao vivo de Masami Okui. Foi lançado em 4 de junho de 1999 pela King Records e possui 2 CDs, resultando num total de 24 faixas.

## Produção
O show foi gravado em Shibuya O-East em 13 de março de 1999.

## Recepção
O álbum ficou quatro semanas no Oricon Albums Chart, chegando à 21ª posição.
Ao analisar o álbum, O CD Journal chama Okui de "um cantora fervente e energética, que ama compor suas próprias músicas. É possível ouvir essa empolgação no público."

## Faixas
| CD1            |                                                                        |                |                     |                      |         |  |
| N.º            | Título                                                                 | Letras         | Música              | Arranjo              | Duração |  |
| 1.             | "Dare yori mo Zutto" (de Fantasia)                                     | Satomi Arimori | Toshiyuki Watanabe  | Tsutomu Ohira        | 3:44    |  |
| 2.             | "Yume ni Konnichiwa" (de Tanoshii Willow Town)                         | Miho Matsuba   | Osamu Tezuka        | O. Tezuka            | 3:18    |  |
| 3.             | "REINCARNATION" (de Uchuu no Kishi Tekkaman Blade II)                  | S. Arimori     | Takashi Kudou       | Toshiro Yabuki       | 5:05    |  |
| 4.             | "My Jolly Days" (de Ghost Sweeper Mikami: Gokuraku Daisakusen!!)       | Keiko Kimoto   | T. Ohira            | Vink                 | 5:35    |  |
| 5.             | "It's DESTINY -Yato Meguriaeta-" (de Uchuu no Kishi Tekkaman Blade II) | S. Arimori     | T. Kudou            | T. Yabuki            | 5:05    |  |
| 6.             | "Live alone -Sennen Tatte mo-" (de Uchuu no Kishi Tekkaman Blade II)   | S. Arimori     | T. Kudou            | T. Yabuki            | 3:58    |  |
| 7.             | "Get along" (de Slayers)                                               | S. Arimori     | Hidetoshi Sato      | T. Ohira             | 4:13    |  |
| 8.             | "MASK" (Bakuretsu Hunter)                                              | M. Okui        | M. Okui             | T. Ohira e T. Yabuki | 4:23    |  |
| 9.             | "Shake it" (de Soreyuke! Uchuu Senkan Yamamoto Yohko)                  | M. Okui        | M. Okui             | T. Ohira e T. Yabuki | 5:10    |  |
| 10.            | "Jama wa Sasenai" (de Slayers NEXT)                                    | M. Okui        | M. Okui e T. Yabuki | T. Yabuki            | 4:57    |  |
| 11.            | "naked mind" (de Slayers N>EX.)                                        | M. Okui        | T. Yabuki           | T. Yabuki            | 4:28    |  |
| 12.            | "J" (de Jungle de Ikou)                                                | M. Okui        | T. Yabuki           | T. Yabuki            | 4:44    |  |
| 13.            | "spirit of the globe" (de Jungle de Ikou)                              | M. Okui        | M. Okui             | T. Yabuki            | 4:52    |  |
| Duração total: | Duração total:                                                         | Duração total: | Duração total:      | Duração total:       | 59:32   |  |

| CD2            |                                                                 |                |                     |                |         |  |
| N.º            | Título                                                          | Letras         | Música              | Arranjo        | Duração |  |
| 1.             | "Rondo Revolution" (de Shoujo Kakumei Utena)                    | M. Okui        | T. Yabuki           | Itaru Watanabe | 4:37    |  |
| 2.             | "I can't -a.c ver.-"                                            | M. Okui        | T. Yabuki           | I. Watanabe    | 7:02    |  |
| 3.             | "Sou da, Zettai." (de Soreyuke! Uchuu Senkan Yamamoto Yohko II) | M. Okui        | T. Yabuki           | T. Yabuki      | 4:39    |  |
| 4.             | "Birth" (de Cyber Team in Akihabara)                            | M. Okui        | M. Okui e T. Yabuki | T. Yabuki      | 4:28    |  |
| 5.             | "Taiyou no Hana" (de Cyber Team in Akihabara)                   | M. Okui        | M. Okui             | T. Yabuki      | 4:38    |  |
| 6.             | "AKA" (de Cyber Team in Akihabara)                              | M. Okui        | T. Yabuki           | T. Yabuki      | 4:45    |  |
| 7.             | "Koishimasho Nebarimasho" (de Cyber Team in Akihabara)          | M. Okui        | T. Yabuki           | T. Yabuki      | 4:07    |  |
| 8.             | "Never die" (Slayers Excellent)                                 | M. Okui        | T. Yabuki           | T. Yabuki      | 4:23    |  |
| 9.             | "KEY" (de Cyber Team in Akihabara)                              | M. Okui        | T. Yabuki           | T. Yabuki      | 4:15    |  |
| 10.            | "Tenohira no Hahen"                                             | M. Okui        | T. Yabuki           | T. Yabuki      | 4:37    |  |
| 11.            | "Tenshi no Kyuusoku" (de Soreyuke! Uchuu Senkan Yamamoto Yohko) | M. Okui        | T. Yabuki           | T. Yabuki      | 4:13    |  |
| Duração total: | Duração total:                                                  | Duração total: | Duração total:      | Duração total: | 51:44   |  |